# Register
Ключове слово register в мові програмування C++ — специфікатор класів пам'яті, які дають указівку компіляторові, як і де зберігати змінні
```
register
 
int
 
counter
 
=
 
0
;

for
 
(
int
 
i
 
=
 
0
;
 
i
 
<
 
10
;
 
++
i
)
 
{

    
counter
++
;

}

```

При використанні register, компіляторові надається рекомендація зберігати змінну в регістрі центрального процесора або в кеші, що дає змогу, в теорії, програмі швидше нею маніпулювати ніж, якби вона знаходилася в оперативній пам'яті.
Ключове слово register було вперше представлене в C, існувало до версії стандарту C++17. З версії C++17 стало зарезервованим словом.
Стислий опис інших специфікаторів пам'яті:
- auto — змінні автоматично розміщуються у стеку, використовується усталено у функціях і методах.
- static — змінні зберігаються протягом усього часу виконання[es] програми у статичній пам'яті.
- extern — змінні визначаються в іншому модулі.
- thread_local — змінні зберігаються в локальному сховищі потоку.
- mutable — змінні імунні на тривалість зберігання або зв'язок[1].